# Ceratina muscatella
Ceratina muscatella là một loài Hymenoptera trong họ Apidae. Loài này được Nurse mô tả khoa học năm 1902.